# Zeedraken
Zeedraken (Pegasidae) zijn een familie van straalvinnige vissen uit de orde van Stekelbaarsachtigen (Gasterosteiformes).

## Geslachten
- Pegasus Linnaeus, 1758
- Eurypegasus Bleeker, 1863